# Wilhelm al V-lea de Bavaria
Wilhelm al V-lea supranumit cel Pios (germană Wilhelm V., der Fromme, Herzog von Bayern; n. 29 septembrie 1548, Landshut, Bavaria, Germania – d. 7 februarie 1626, Oberschleißheim, Bayerischer Reichskreis⁠(d), Germania), aparținând Casei de Wittelsbach, a fost Duce de Bavaria din 1579 până în 1597.

## Educație și primii ani
Wilhelm al V-lea s-a născut la Landshut ca fiu al ducelui Bavariei Albert al V-lea și a soției acestuia, Anna de Austria (1528–1590).
A fost educat de călugării iezuiți și a arătat un atașament profund față de principiile Contrareformei susținute de aceștia. Wilhelm a primit supranumele „cel Pios” deoarece dedica zilnic mult timp serviciului religios (când era posibil asista la slujbă de câteva ori pe zi), rugăciunii, contemplației și lecturii devoționale. A luat parte la procesiuni și pelerinaje publice.
Reședința lui Wilhelm al V-lea în calitate de prinț moștenitor a fost vechiul Castelul Trausnitz din Landshut. Modernizarea acestui castel fortificat gotic într-un complex renascentist, incluzând curtea interioară, a fost realizată în perioada 1568–1578.